# 卡爾·梅斯
卡爾·威廉·梅斯（英語：Carl William Mays，1891年11月12日—1971年4月4日），為美國職棒大聯盟的投手。他生涯拿到207勝，1921年更是拿下單季27勝，也拿過4次世界大賽冠軍。不過他最廣為人知的還是用觸身球擊中雷·查普曼的頭部，造成查普曼死亡。這是大聯盟唯一一次觸身球造成球員死亡的案例。

## 球員生涯
根據一戰的服役卡，梅斯生於1891年11月12日。父親是一名衛理公會部長，名叫威廉·亨利·梅斯。在梅斯12歲時，他父親去世，由他的叔叔和阿姨擔任他的監護人。他因為受到衛理公會教義的約束，他拒絕在星期日投球。
梅斯有個綽號叫做「潛水艇」，因為他是屬於下勾型的側投。他的主要球種是口水球，這種球路在他發生查普曼死亡事件前都是合法使用的。梅斯投球習慣丟打者內角，因此他的觸身球也是相當的多。
1915年，當時梅斯身穿紅襪戰袍面對老虎隊，每一次當老虎球星泰·柯布站上打擊區時，梅斯就丟一顆觸身球。雙方互相用言語攻擊對方後，便打起群架來。梅斯還趁事件結束後打了柯布一拳。最後老虎以6比1贏球，梅斯的名聲也因此降低。
1919年，紅襪將梅斯、貝比·魯斯、韋特·霍伊特、賀伯·潘奈克等明星球員交易到洋基隊。

## 雷·查普曼死亡事件
1920年8月16日，洋基對決印地安人，當時梅斯準備挑戰他的生涯第100勝。在第五局查普曼上場時，梅斯丟了一顆快速直球，不過球不是往好球帶飛，而是往查普曼的頭部飛去。當時因為天色昏暗，查普曼沒能看清球路，直接被球擊中頭部。由於觸擊聲過大，梅斯一度以為球是擊中棒子，還將球接住傳給一壘手，然而查普曼卻當場倒地不起。特里斯·史畢克為第一個跑上場關心查普曼的球員，不過梅斯卻完全沒有下投手丘查看查普曼的傷勢。
查普曼緊急被送往醫院，發現他的頭骨已經碎裂。經過一天的手術後還是急救無效宣告死亡。那場比賽梅斯一路投到第9局，印地安人最終4比3贏球。紐約區的律師認為這不是蓄意謀殺而是一場意外，因此對梅斯不起訴。
發生意外的三個月後，梅斯也宣稱他很後悔，但是他說當時那顆觸身球不是故意丟的。

## 生涯後期
1921年可說是梅斯的生涯巔峰，先發49場拿下27勝成為勝投王，單季投336.2局也是美聯最高。但是有人卻質疑他在1921年世界大賽放水，許多人也把此事跟1919年的黑襪事件做連結，不過此事也未得到證實。這個謠言加上查普曼死亡事件還有他在球場上的許多糾紛也讓他遲遲入選不了名人堂。
他15年的棒球生涯合計207勝126敗，防禦率2.92，五次單季20勝以上。他還擊出過5支全壘打，110分打點，生涯打擊率高達2成68。梅斯不僅是紅襪隊史上唯一一位同天投出2場9局完投勝的投手，他也是幫助1910年代的紅襪締造冠軍王朝的功臣之一。

## 晚年
退休後，梅斯擔任印地安人、勇士、皇家的球探。他也很要求所有棒球員在進行棒球運動時的安全性。
梅斯在加州的埃爾卡洪去世，享年79歲。他被葬在波特蘭。
他遠房親戚的後代，Joe Mays，曾在1999年至2006年間打過大聯盟。

## 紀念
2008年，名人堂資深委員會將包含梅斯在內的十位球員(初登板於1943年以前)提名至名人堂，不過梅斯沒有入選。

## 外部連結
- 球員資訊和成績在MLB，ESPN ，Retrosheet ，Baseball Reference ，Baseball Reference (Minors) ，Fangraphs ，The Baseball Cube （英文）